# 托皮洛
48°44′9″N 32°22′30″E / 48.73583°N 32.37500°E
托皮洛（烏克蘭語：Топило）是烏克蘭中部的村莊，隸屬基洛夫格勒州的克羅皮夫尼茨基區。該村始建於1927年，面積1.3平方公里，海拔高度210米，2001年人口263，人口密度每平方公里202.6人。因胡萊茨河源自此村附近。